# مارشا لینهان
مارشا لینهان (انگلیسی: Marsha M. Linehan؛ زادهٔ ۵ مهٔ ۱۹۴۳) یک روان‌شناس و نویسنده آمریکایی است. او خالق رفتار درمانی دیالکتیکی (DBT)، نوعی روان درمانی است که بازسازی شناختی را با پذیرش، ذهن آگاهی و شکل دهی ترکیب می‌کند.
لاینهان استاد بازنشسته روان‌شناسی، استاد کمکی روان‌پزشکی و علوم رفتاری در دانشگاه واشینگتن در سیاتل و مدیر کلینیک‌های تحقیقات رفتاری و درمان است. تحقیقات اولیه او در زمینه اختلال شخصیت مرزی، کاربرد مدل‌های رفتاری در رفتارهای خودکشی و سوء مصرف مواد است

## ابتدای زندگی و تحصیل
لاینهان در ۵ می ۱۹۴۳ در تالسا (اوکلاهاما) به دنیا آمد و سومین فرزند از شش فرزند بود. وی در دوران کودکی و قبل از نوجوانی به اسکیزوفرنی مبتلا شد و در «موسسه زندگی» در هارتفورد، کنتیکت بستری شد. در این مدت با الکتروشوک، انزوا و داروهایی مانند کلردیازپوکساید و کلرپرومازین تحت درمان قرار گرفت. او در این دوره با رفتارهای خودکشی برخورد کرد و همچنین اگرچه تشخیص‌گذاری نشد، اما خود گفته است که احساس می‌کند واقعاً اختلال شخصیت مرزی داشته است. علائمی که او در آن زمان تجربه کرد مشابه معیارهای تشخیصی امروزی اختلال شخصیت مرزی است. لاینهان در مصاحبه ای که در سال ۲۰۱۱ با نیویورک تایمز داشت گفت که «به یاد نمی‌آورد» پس از ترک مؤسسه زندگی در ۱۸ سالگی، هیچ داروی روان‌پزشکی مصرف کرده باشد.
لاینهان در سال ۱۹۶۸ از دانشگاه لویولا شیکاگو با مدرک لیسانس فارغ‌التحصیل شد. او سپس مدرک کارشناسی ارشد و دکتری خود را در روان‌شناسی کسب کرد. لاینهان در طول مدتی که در دانشگاه لویولا بود، به عنوان مدرس برنامه روان‌شناسی خدمت کرد.